# André Heinze
André Heinze (* 31. März 1961 in Berlin; † 1. März 2013) war ein baptistischer Geistlicher und Professor für Neues Testament am Theologischen Seminar des Bundes Evangelisch-Freikirchlicher Gemeinden in Wustermark-Elstal.

## Leben
André Heinze studierte Evangelische Theologie an den Universitäten in Marburg (1983–1986) und Göttingen (1986–1991). Ein sogenanntes Kandidatenjahr führte ihn anschließend ans Theologische Seminar des Bundes Evangelisch-Freikirchlicher Gemeinden, das zu dieser Zeit seinen Sitz in Hamburg-Horn hatte. Ab 1992 absolvierte er ein Vikariat in der Evangelisch-Freikirchlichen Gemeinde Göttingen. 1996 erhielt er seine offizielle Anerkennung als Pastor des Bundes Evangelisch-Freikirchlicher Gemeinden (BEFG) und promovierte bei Georg Strecker an der Göttinger Universität zum Doktor der Theologie. Das Thema seiner Dissertation lautete: Johannesapokalypse und johanneische Schriften. Forschungs- und traditionsgeschichtliche Untersuchungen. Noch im selben Jahr nahm er die Berufung der Ludwigshafener Evangelisch-Freikirchlichen Gemeinde an und wurde für sechs Jahre deren Gemeindepastor.
2002 berief der BEFG André Heinze ans Theologische Seminar Elstal, um dort die Nachfolge des emeritierten Neutestamentlers Wiard Popkes anzutreten. Ab 2006 war Heinze Prorektor des Seminars. Diese Funktion gab er aufgrund einer schweren Erkrankung zum Ende des Wintersemesters 2012/13 ab. Sein designierter Nachfolger in diesem Amt ist Ralf Dziewas.

## Arbeitsschwerpunkte
André Heinzes theologisches Interesse galt vor allem der Entwicklung der frühchristlichen Theologie. Hier beschäftigte er sich insbesondere mit dem johanneischen Schrifttum und der Paulus-Forschung. Auch befasste er sich mit hermeneutischen Fragen. Als Mitglied wirkte er in folgenden theologischen Forschungsgemeinschaften mit: Society of Biblical Literature, Rudolf-Bultmann-Gesellschaft für hermeneutische Theologie, Gesellschaft für Evangelische Theologie.
Ein wesentliches Anliegen war ihm auch die theologische Erwachsenenbildung, was unter anderem dazu führte, dass er ab 1997 einen Teil seiner Arbeitszeit dem konzeptionellen und praktischen Ausbau des Theologischen Grundkurses der Vereinigung Evangelischer Freikirchen widmete. In diesem Zusammenhang war er auch zwischen 1996 und 1999 als Gastlehrer mehrfach am Theologischen Institut der russischen Baptisten tätig.
Neben seiner Lehr- und Forschungstätigkeit übernahm André Heinze in seiner Eigenschaft als Prorektor auch die Federführung bei den Vorbereitungen des Akkreditierungsverfahrens, dem sich das Theologische Seminar Elstal gestellt hatte. Zu einem vorläufigen Abschluss kam dieses Verfahren im Jahr 2007, als das Elstaler Seminar durch den zuständigen Wissenschaftsrat (zunächst befristet auf fünf Jahre) als Fachhochschule anerkannt wurde. Auch an den Vorbereitungen des Reakkreditierungsverfahrens, das Ende 2012 erfolgreich abgeschlossen wurde, war Heinze maßgeblich beteiligt.

## Veröffentlichungen (Auswahl)
- Johannesapokalypse und johanneische Schriften. Forschungs- und traditionsgeschichtliche Untersuchungen, BWANT 142, Stuttgart 1998.
- mit H.E. Wilms: Taufe und Gemeindemitgliedschaft – Ein Gemeindeseminar, hg. von der Vereinigung Südwest im BEFG, 1998.
- Taufe und Gemeinde. Biblische Impulse für ein Verständnis der Taufe, Wuppertal 2000.
- Herausforderung Theologie. Beobachtungen am 3. Johannesbrief und Überlegungen für die Gegenwart, in: Theologisches Gespräch 27 (2003), S. 91–103.
- Röm 6,1–2: Gemeinde der Scheinheiligen oder Gemeinde der gerechtfertigen Sünder, in: Beiheft 5 zum Theologischen Gespräch, Kassel 2003, S. 3–12.
- Glaube und Taufe als Initiation. Exegetische Anmerkungen aus baptistischer Sicht, in: W. Klaiber und W. Thönissen (Hg.), Glaube und Taufe in freikirchlicher und römisch-katholischer Sicht, Paderborn, Stuttgart 2005, S. 49–70.
- Die Bedeutung der Heiligen Schrift im deutschen Baptismus. Grundlegende Beobachtungen, in: W. Klaiber, W. Thönissen (Hg.), Die Bibel im Leben der Kirche. Freikirchliche und römisch-katholische Perspektiven, Paderborn und Göttingen 2007, S. 47–68.
- Eckpunkte gottesdienstlicher Spiritualität im Baptismus, in: V. Ionita, K. Raschzok: Gebet und gottesdienstliche Spiritualität auf ökumenischen Tagungen, Genf 2009, S. 35–40.
- Verantwortung vor der Schrift in der Gegenwart, in: Theologisches Gespräch 33 (2009), Heft 4, S. 159–180.
- Gemeinschaft von Gemeinden – Bund oder Kirche, in: M. Rohde (Hg.): Pastor und Gemeinde. Freikirchliche Perspektiven auf dem Weg zu einem Leitbild, Theologisches Gespräch, Beiheft 11, 2009, S. 31–45.
- Die Jesusforschung seit Bultmann und ihre methodischen Probleme, in: A. Heinze / V. Spangenberg (Hg.), Der historische Jesus im Spannungsfeld von Glaube und Geschichte, Leipzig 2010, S. 41–64.